# العلاقات البلجيكية البيلاروسية
العلاقات البلجيكية البيلاروسية هي العلاقات الثنائية التي تجمع بين بلجيكا وروسيا البيضاء.

## مقارنة بين البلدين
هذه مقارنة عامة ومرجعية للدولتين:
| وجه المقارنة                                              | بلجيكا                                                                              | روسيا البيضاء                    |
| --------------------------------------------------------- | ----------------------------------------------------------------------------------- | -------------------------------- |
| المساحة (كم2)                                             | 30.53 ألف                                                                           | 207.60 ألف                       |
| عدد السكان (نسمة)                                         | 11.37 مليون                                                                         | 9.50 مليون                       |
| الكثافة السكانية (ن./كم²)                                 | 372.42                                                                              | 45.76                            |
| العاصمة                                                   | بروكسل                                                                              | مينسك                            |
| اللغة الرسمية                                             | اللغة الهولندية، لغة فرنسية، اللغة الألمانية                                        | اللغة البيلاروسية، اللغة الروسية |
| العملة                                                    | يورو، فرنك بلجيكي                                                                   | روبل بلاروسي                     |
| الناتج المحلي الإجمالي (بليون دولار)                      | 492.68 مليار                                                                        | 54.44 مليار                      |
| الناتج المحلي الإجمالي (تعادل القوة الشرائية) بليون دولار | 514.74 مليار                                                                        | 168.35 مليار                     |
| الناتج المحلي الإجمالي الاسمي للفرد دولار أمريكي          | 40.32 ألف                                                                           | 5.74 ألف                         |
| الناتج المحلي الإجمالي للفرد دولار أمريكي                 | 43.44 ألف                                                                           | 18.18 ألف                        |
| مؤشر التنمية البشرية                                      | 0.890                                                                               | 0.798                            |
| رمز المكالمات الدولي                                      | +32                                                                                 | +375                             |
| رمز الإنترنت                                              | .be                                                                                 | .by، .бел                        |
| المنطقة الزمنية                                           | توقيت وسط أوروبا، ت ع م+01:00، ت ع م+02:00، توقيت وسط أوروبا الصيفي، أوروبا/بروكسل ‏ | ت ع م+03:00                      |

## منظمات دولية مشتركة
يشترك البلدان في عضوية مجموعة من المنظمات الدولية، منها:
| علم المنظمة | اسم المنظمة                               | تاريخ انضمام بلجيكا | تاريخ انضمام روسيا البيضاء |
| ----------- | ----------------------------------------- | ------------------- | -------------------------- |
|             | الاتحاد البريدي العالمي                   | ?                   | ?                          |
|             | اتفاقية السماوات المفتوحة                 | ?                   | ?                          |
|             | منظمة حظر الأسلحة الكيميائية              | ?                   | ?                          |
|             | الأمم المتحدة                             | 27 ديسمبر 1945      | 24 أكتوبر 1945             |
|             | وكالة ضمان الاستثمار متعدد الأطراف        | 18 سبتمبر 1992      | 3 ديسمبر 1992              |
|             | منظمة الشرطة الجنائية الدولية             | ?                   | ?                          |
|             | مؤسسة التمويل الدولية                     | 27 ديسمبر 1956      | 2 نوفمبر 1992              |
|             | الاتحاد الدولي للاتصالات                  | 1866                | 7 مايو 1947                |
|             | البنك الدولي للإنشاء والتعمير             | 27 ديسمبر 1945      | 10 يوليو 1992              |
|             | مجموعة الموردين النوويين                  | ?                   | ?                          |
|             | منظمة الأمن والتعاون في أوروبا            | 25 يونيو 1973       | 30 يناير 1992              |
|             | المركز الدولي لتسوية المنازعات الاستشارية | 26 سبتمبر 1970      | 9 أغسطس 1992               |
|             | يونسكو                                    | 29 نوفمبر 1946      | 12 مايو 1954               |

## وصلات خارجية
- موقع وزارة الخارجية البلجيكية
- موقع وزارة الخارجية البيلاروسية